# غونسالو راموس
غونسالو ماتياش راموس (بالبرتغالية: Gonçalo Matias Ramos) هو لاعب كرة قدم برتغالي يلعب مع نادي باريس سان جيرمان في الدوري الفرنسي، ويلعب أيضاً مع المنتخب البرتغالي.